# 都道府県民歌

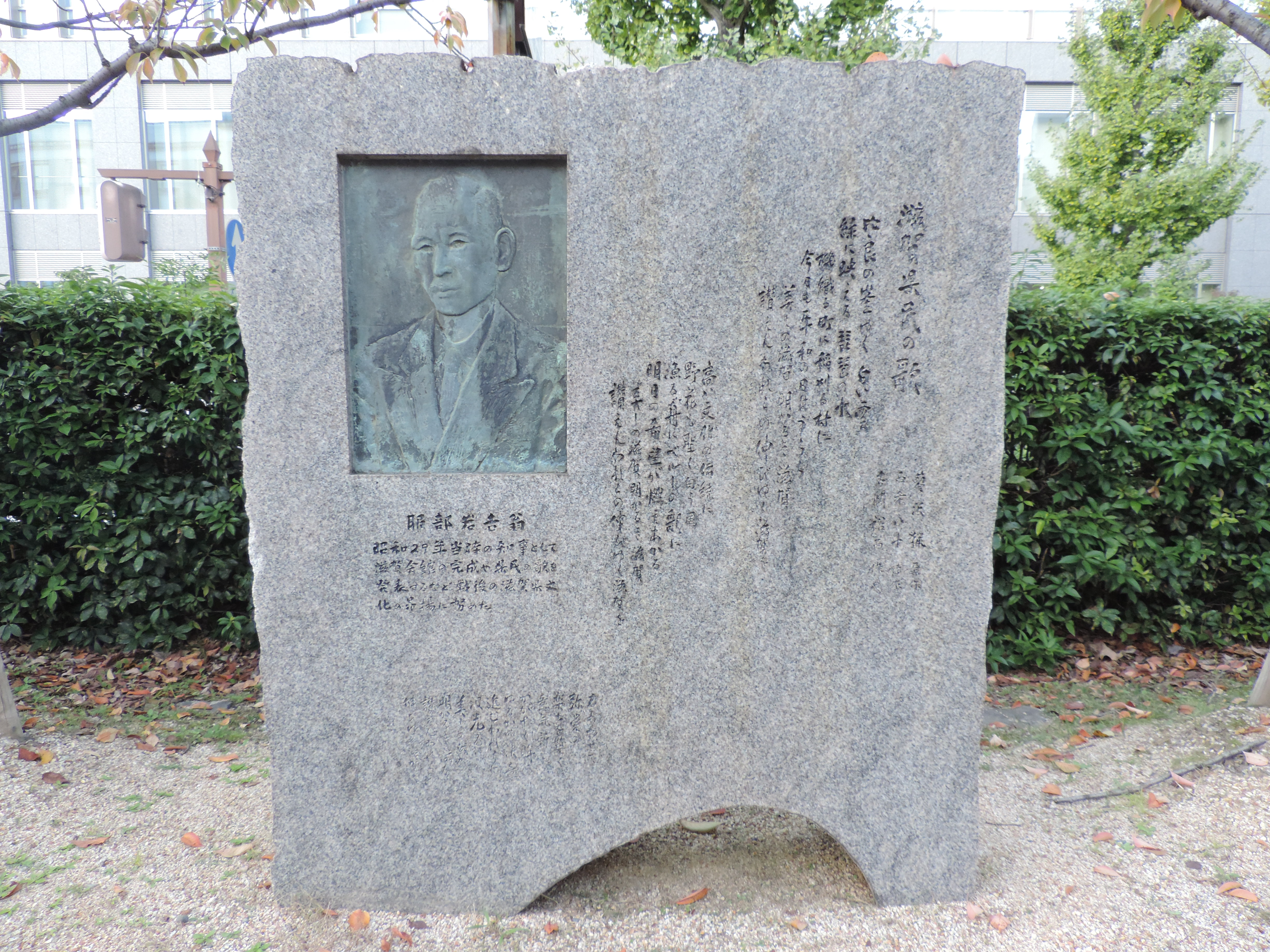
大津市の滋賀県庁舎前にある服部岩吉（「滋賀県民の歌」制定時の知事）顕彰碑兼歌碑

都道府県民歌（とどうふけんみんか）は、日本の都道府県が制定し、各都道府県内において歌い継がれている歌の総称である。都道府県歌、もしくは都道府県民の歌と呼ばれる場合もある。

## 概要
日本では2022年（令和4年）現在、44の都道府県に公式な都道府県民の歌が存在する。東京都のように1945年（昭和20年）の終戦を経て連合国軍最高司令官総司令部（GHQ/SCAP）の奨励を受けて作られた歌もあるが、明治中期の地理唱歌を起源とする歌や1980年代以降に作られた歌など、GHQの奨励とは無関係に作られた事例もある。最も多いのは、富山県や愛知県を始め都道府県旗と同様に国体の開催に合わせて制定された楽曲である。
長野県の「信濃の国」のように「県民なら歌えて当然」という曲もあるが、逆に神奈川県では県民歌「光あらたに」よりも森鷗外（森林太郎名義）が作詞した「横浜市歌」の方が圧倒的に広く知られている。演奏の機会は都道府県が主催する行事や国民体育大会が主で、他に都道府県庁の始業時間と終業時間を知らせる庁内放送や電話の保留音・着信メロディに使われる事例も見られる。住民にさえ余り知られていないことが多い一方で、21世紀に入ってからはスポーツチームの応援に県民歌を活用する事例も見られるようになった。
市町村歌や校歌にも共通する事情だが、大半の楽曲は制定から50年以上を経過しているため、高知県を始め一般公募により選定されたプロではない作詞者の多くが（東京都や石川県など一部は作曲者も）長い年月の間に消息不明となる問題が発生している。読売新聞が2021年に行った調査では、県民歌を制定している内の21県において作詞者本人もしくは遺族と連絡が取れない状態であることが判明した。

### 県民歌と県民愛唱歌の違い
主として都道府県の告示により制定され、都道府県主催の行事において都道府県旗の掲揚と一対で演奏されるものを都道府県歌ないし都道府県民歌と称し、それ以外のキャンペーンソングやイメージソングを愛唱歌と呼んで区別することが多い。ただし、両者の間に明確な区別はなく行事で演奏される正式な県民歌以外のキャンペーンソングやイメージソングが「県民歌」や「県民の歌」と呼ばれることも珍しくない。「佐賀県民の歌」に対する準県歌（イメージソング）「風はみらい色」と愛唱歌（さが・ふるさとの歌）「栄の国から」や「熊本県民の歌」に対する「火の国旅情」などがこれに該当する。
この他、当然ながら非公式だが兵庫県・大阪府における「阪神タイガースの歌（六甲おろし）」や福岡県における「いざゆけ若鷹軍団」のように地元のスポーツチームの応援歌などが「県民歌的存在」「準県民歌」と称される場合がある。

### 複数の歌を持つ都道県
富山県や山梨県、静岡県、山口県、佐賀県などは複数の曲を制定もしくは指定している。その多くは制定・指定された時期が異なっており、宮城県のように戦前の県民歌を封印せず「愛唱歌」扱いとして戦後に新県民歌を制定した事例や、山梨県や岡山県のように正式な県民歌の制定後に新しく愛唱歌やイメージソングを作成した事例などがこれに該当する。特異な例は3曲を同時に「北海道民のうた」として制定した北海道と、戦前の「秋田県民歌」・戦後の「秋田県民の歌」2曲を現在も正式な県民歌として並立させている秋田県である（秋田県の場合は両方とも演奏頻度が高い。北海道は専ら光あふれてのみが演奏され、ほかの2曲はほとんど演奏されない）。
また、山形県の「スポーツ県民歌」のようにスポーツに限定した曲（体育歌）を別に制定したり、大分県の「大分県民体育の歌」のように県民歌は未制定でスポーツ限定の曲のみが指定されている場合もある。この他、埼玉県・千葉県・奈良県・福岡県・長崎県などで県民音頭が制定されている。

### 都道府県民歌を制定していない府県
2012年（平成24年）現在、大阪府・広島県・大分県は都道府県民歌を制定していない。ただし、大分県には2004年（平成16年）まで県民歌に準じた扱いで県民手帳に紹介されていた非公式の楽曲「大分県行進曲」が存在する。
大阪府と広島県はそれぞれ1996年（平成18年）のひろしま国体、1997年（平成19年）のなみはや国体開催に合わせて体育歌や府旗掲揚場面演奏歌を制作しているが、いずれも認知度は低いか無いに等しいのが実情である。
兵庫県は長年にわたり「未制定」とするのが通説であったが、実際は1947年（昭和22年）に「兵庫県民歌」が制定されていたことが神戸新聞社の取材で明らかになった。県は2014年（平成26年）までこの県民歌の存在を否定し続けていたが、廃止の事実は確認されていない。

### 旧外地の州歌
旧外地のうち台湾では、台北州・台中州・台南州など一部の州が内地（日本本土）の県民歌に相当する州歌を制定していた。朝鮮の13道および関東州では道歌・州歌の制定は確認されていない。
1943年（昭和18年）に内地へ編入された樺太では、樺太庁が「樺太島歌」を制定していた。

## 都道府県民歌の一覧
- 正規の県民歌以外の県民愛唱歌、その他の県民歌に準じた扱いで紹介されている非公式の曲や体育歌に関しては都道府県関連の楽曲一覧も参照のこと。

| 都道府県 | 曲名                          | 制定・発表     | リンク                               | リンク                               | 備考                                           |
| -------- | ----------------------------- | -------------- | ------------------------------------ | ------------------------------------ | ---------------------------------------------- |
| 北海道   | 光あふれて (行進曲)           | 1967年5月27日  | 北海道民のうた                       | 歌詞 - 歌ネット                      | 3曲同時に制定 通常は「光あふれて」を使用       |
| 北海道   | むかしのむかし (ホームソング) | 1967年5月27日  | 北海道民のうた                       | －                                   | 3曲同時に制定 通常は「光あふれて」を使用       |
| 北海道   | 北海ばやし (道民音頭)         | 1967年5月27日  | 北海道民のうた                       | －                                   | 3曲同時に制定 通常は「光あふれて」を使用       |
| 青森県   | 青森県賛歌                    | 1971年9月23日  | 「青森県賛歌」の制定                 | －                                   | 現在は事実上廃止状態                           |
| 青森県   | 青い森のメッセージ            | 2001年1月1日   | 青い森のメッセージ                   | 歌詞 - 歌ネット                      |                                                |
| 岩手県   | 岩手県民の歌                  | 1965年3月30日  | 岩手県民の歌                         | 歌詞 - 歌ネット                      |                                                |
| 宮城県   | 宮城県民歌                    | 1938年11月29日 | 宮城の県民歌                         | －                                   | 初代、現在は愛唱歌として存続                   |
| 宮城県   | 輝く郷土                      | 1946年3月10日  | 宮城の県民歌                         | 歌詞 - 歌ネット                      | 2代目                                          |
| 秋田県   | 秋田県民歌                    | 1930年         | 「秋田県民歌」について               | 歌詞 - 歌ネット                      |                                                |
| 秋田県   | 県民の歌                      | 1959年12月7日  | 「県民の歌」について                 | －                                   |                                                |
| 山形県   | 最上川                        | 1982年3月31日  | 山形県民の歌                         | －                                   | 昭和天皇作詞（御製歌）、発表は1930年           |
| 福島県   | 福島県県民の歌                | 1967年2月11日  | 福島県県民の歌                       | －                                   |                                                |
| 茨城県   | 茨城県民の歌                  | 1963年3月16日  | 茨城県民の歌                         | 歌詞 - 歌ネット                      |                                                |
| 栃木県   | 県民の歌                      | 1962年12月25日 | 県民の歌                             | －                                   |                                                |
| 群馬県   | 群馬県の歌                    | 1968年10月25日 | 群馬県の歌                           | 歌詞 - 歌ネット                      | 3代目                                          |
| 埼玉県   | 埼玉県歌                      | 1965年9月21日  | 埼玉県歌                             | －                                   | 2代目                                          |
| 千葉県   | 千葉県民歌                    | 1963年3月16日  | 県民歌                               | 歌詞 - 歌ネット                      |                                                |
| 東京都   | 東京都歌                      | 1947年4月19日  | 東京都歌・市歌                       | －                                   |                                                |
| 神奈川県 | 光あらたに                    | 1950年4月10日  | 県民歌「光あらたに」                 | 歌詞（4番は非掲載） - 歌ネット       | 2代目、1968年に4番を廃止                       |
| 新潟県   | 新潟県民歌                    | 1948年3月28日  | 県民歌                               | 歌詞 - 歌ネット                      |                                                |
| 富山県   | 富山県民の歌                  | 1958年4月1日   | 富山県民の歌                         | －                                   |                                                |
| 石川県   | 石川県民の歌                  | 1959年11月3日  | 石川県民の歌                         | －                                   | 2代目                                          |
| 福井県   | 新福井県民歌                  | 2014年12月20日 | 新しい福井県民歌                     | 歌詞(旧2・5番含む) - 歌ネット        | 2014年に曲を改訂（旧版は1954年5月1日制定）     |
| 山梨県   | 山梨県の歌                    | 1950年8月12日  | 県歌「山梨県の歌」                   | －                                   |                                                |
| 長野県   | 信濃の国                      | 1968年5月20日  | 県歌「信濃の国」                     | 歌詞 - 歌ネット                      | 1900年発表                                     |
| 岐阜県   | 岐阜県民の歌                  | 1955年4月1日   | 岐阜県民の歌                         | 歌詞 - 歌ネット                      |                                                |
| 静岡県   | 静岡県歌（あけゆく朝）        | 1968年8月14日  | 県の歌                               | －                                   |                                                |
| 愛知県   | われらが愛知                  | 1950年8月15日  | 県章・県民歌                         | －                                   |                                                |
| 三重県   | 三重県民歌                    | 1964年4月20日  | 三重県民歌                           | 歌詞 - 歌ネット                      |                                                |
| 滋賀県   | 滋賀県民の歌                  | 1954年6月15日  | 滋賀県民の歌                         | 歌詞 - 歌ネット                      |                                                |
| 京都府   | 京都府の歌                    | 1984年3月22日  | 京都府の歌                           | 歌詞 - 歌ネット                      |                                                |
| 大阪府   | （未制定）                    | －             | －                                   | －                                   | スポーツ関連では体育歌「なみはやのうた」を演奏 |
| 兵庫県   | 兵庫県民歌                    | 1947年5月3日   | 歌詞（前半のみ）                     | －                                   | 現在は公式に歌われていない                     |
| 奈良県   | 奈良県民の歌                  | 1968年3月1日   | 県民の歌・県民音頭                   | 歌詞 - 歌ネット                      |                                                |
| 和歌山県 | 和歌山県民歌                  | 1948年8月      | 和歌山県民歌                         | －                                   |                                                |
| 鳥取県   | わきあがる力                  | 1968年10月23日 | 鳥取県民歌 わきあがる力              | 歌詞 - 歌ネット                      |                                                |
| 島根県   | 薄紫の山脈                    | 1951年12月     | 県民の歌「薄紫の山脈」               | 歌詞 - 歌ネット                      |                                                |
| 岡山県   | 岡山県の歌                    | 1957年3月9日   | 歌詞・楽譜                           | －                                   |                                                |
| 広島県   | （未制定）                    | －             | －                                   | －                                   | スポーツ関連では体育歌「虹の輝き」を演奏       |
| 山口県   | 山口県民の歌                  | 1962年9月3日   | 山口県民の歌                         | 歌詞 - 歌ネット                      | 3代目                                          |
| 徳島県   | 徳島県民の歌                  | 1971年7月18日  | 徳島県民の歌                         | 歌詞 - 歌ネット                      | 2代目                                          |
| 香川県   | 香川県民歌                    | 1954年1月30日  | 香川県民歌                           | －                                   |                                                |
| 愛媛県   | 愛媛の歌                      | 1973年2月20日  | 愛媛県の歌                           | 歌詞 - 歌ネット                      | 3代目                                          |
| 高知県   | 高知県民の歌                  | 1959年11月3日  | 高知県民の歌                         | －                                   |                                                |
| 福岡県   | 希望の光                      | 1970年10月17日 | ふくおかの歌                         | 歌詞 - 歌ネット                      |                                                |
| 佐賀県   | 佐賀県民の歌                  | 1974年12月11日 | 佐賀県民の歌                         | －                                   | 2代目                                          |
| 長崎県   | 南の風                        | 1961年6月1日   | 長崎県民歌「南の風」                 | －                                   |                                                |
| 熊本県   | 熊本県民の歌                  | 1960年2月13日  | 歌詞（『広報くまもと』1959年12月号） | 歌詞（『広報くまもと』1959年12月号） | 2代目（熊本国体実行委員会制定）                |
| 大分県   | （未制定）                    | －             | －                                   | －                                   | スポーツ関連では「大分県民体育の歌」を演奏     |
| 宮崎県   | 宮崎県民歌                    | 1954年6月30日  | 宮崎県の紹介                         | 歌詞 - 歌ネット                      | 2代目                                          |
| 鹿児島県 | 鹿児島県民の歌                | 1948年12月16日 | 鹿児島県の歌・イメージソングなど     | －                                   |                                                |
| 沖縄県   | 沖縄県民の歌                  | 1972年5月15日  | 県のシンボル                         | －                                   |                                                |

### 廃止された県民歌
- 朝ぐもの（山形県） - 1947年制定
- 群馬県の歌（初代） - 1936年制定
- 群馬県の歌（2代目）[14] - 1951年制定
- 埼玉県民歌（旧） - 1942年制定
- 神奈川県々歌[15] - 1931年制定
- 石川県民の歌（初代） - 1948年制定
- 長野県民歌 - 1947年制定
- 山口県民歌（初代） - 1940年制定

- 山口県民の歌（朝だ大気を） - 1951年制定[注 4]
- 山口県民の歌（波かすむ） - 1951年制定[注 4]
- 徳島県民歌（旧）[16] - 1939年制定
- 愛媛県民歌（初代）[17] - 1938年制定
- 愛媛県民の歌（2代目）[18] - 1952年制定
- 佐賀県民歌（旧） - 1936年制定
- 菊池盡忠の歌（熊本県） - 1943年制定
- 宮崎県民歌（旧）[19] - 1934年制定

都道府県以外の内地の歌
- 樺太島歌[1] - 1938年制定

## 都道府県民歌を流す放送局
民放によっては、放送開始・終了時などに都道府県民歌を流す局がある。その多くは都道府県が主要株主として名を連ねるケースだが、福島県が半数の株を有する福島テレビは流していない。
| 社名            | 都道府県 | 出資比率        | 流すタイミング                       |
| --------------- | -------- | --------------- | ------------------------------------ |
| 山形放送        | 山形県   | 14.4%（2021年） | テレビ・オープニング後               |
| LuckyFM茨城放送 | 茨城県   | 6.14%           | オープニング後                       |
| 栃木放送        | 栃木県   | 【間接：18.3%】 | オープニング後                       |
| とちぎテレビ    | 栃木県   | 20.7%           | オープニング後、クロージング前       |
| 群馬テレビ      | 群馬県   | 15.1%           | オープニング後、クロージング前       |
| 信越放送        | 長野県   | 2.54%           | ラジオ・オープニング、同クロージング |
| 岐阜放送        | 岐阜県   | 17%             | ラジオ・オープニング                 |
| テレビ和歌山    | 和歌山県 | 14.4%           | オープニング、クロージング           |

### 過去に都道府県民歌を流していた放送局
- 静岡放送（静岡県）…テレビ・オープニング
- 熊本放送（熊本県）…テレビ・オープニング、同クロージング